# Нойтраублинг
Нойтраублинг (нем. Neutraubling) — город и городская община в Германии, в земле Бавария. 
Подчинён административному округу Верхний Пфальц. Входит в состав района Регенсбург.  Население составляет 14 614 человек (на 31 декабря 2023 года). Занимает площадь 12,00 км². Официальный код  —  09 3 75 174.
13 июня 1986 года коммуне Нойтраублинг был присвоен статус города.
Город подразделяется на 4 городских района.

## Население
По оценке на 31 декабря 2015 года население общины Нойтраублинг составляет 13 431 чел. 

| Дата      | 1840 | 1871 | 1900 | 1925 | 1939 | 1950 | 1961 | 1970 | 1987 | 2011  |
| --------- | ---- | ---- | ---- | ---- | ---- | ---- | ---- | ---- | ---- | ----- |
| Население | 37   | 54   | 94   | 224  | 172  | 1479 | 4252 | 6436 | 8721 | 12767 |

| Год       | 1960 | 1970 | 1980 | 1990  | 2000  | 2009  | 2010  | 2011  | 2012  | 2013  | 2014  | 2015  |
| --------- | ---- | ---- | ---- | ----- | ----- | ----- | ----- | ----- | ----- | ----- | ----- | ----- |
| Население | 4203 | 6460 | 8000 | 10676 | 12208 | 12669 | 12808 | 12747 | 13060 | 13255 | 13320 | 13431 |